# Hydronebrius
Hydronebrius là một chi bọ cánh cứng trong họ Dytiscidae.
Chi này được Jakovlev miêu tả khoa học năm 1897.

## Các loài
Các loài trong chi này gồm:
- Hydronebrius amplicollis Toledo, 1994
- Hydronebrius cordaticollis (Reitter, 1896)
- Hydronebrius kashmirensis (Vazirani, 1964)
- Hydronebrius mattheyi Brancucci, 1980